# Аль-Ашраф Куджук
Аль-Малик аль-Ашраф Ала ад-Дин Куджук (или Кучук) (араб.  الملك الأشرف علاء الدين كجك‎) — мамлюкский султан Египта, правивший в 1341—1342 годах.

## Биография
Ала аль-Дин Куджук был вторым сыном султана ан-Насира Мухаммада и монголки Урду. После низложения и изгнания его старшего брата Абу Бакра влиятельный эмир Каузун и другие эмиры мамлюков решили возвести на престол семилетнего Куджука.
После того как эмир Айдагмаш отверг высокий пост вице-султана, Каузун вступил в эту должность на условиях возможности оставаться в цитадели Каира (дворце султана) и не переезжать в диван вице-султана. Отныне Каузун стал фактическим правителем Египта. Вскоре многие эмиры и знать, которые были лояльны к свергнутому султану Абу Бакру, были сняты со своих постов и заменены мамлюками, обязанными своим положением Каузуну. Непопулярный Каузун стал еще более непопулярным. Однако он испытывал страх перед эмиром Ахмадом, братом юного султана, который жил в Кераке. Он послал эмира Тугана в Керак, чтобы уговорить Ахмада приехать в Каир, а затем пленить его. Ахмад, который считал Каузуна узурпатором, заявил, что вернется в Египет, когда ведущие эмиры придут к нему, чтобы дать присягу верности, а также если Каузун освободит его братьев из заточения. В конце концов Ахмад отказался прибыть в Каир, и солдаты Каузуна были вынуждены вернуться ни с чем.
Каузун требовал от мамлюков султана, чтобы они подчинялись ему наравне с султаном. В результате отношения между мамлюками и Каузуном стали ухудшаться, пока они не восстали и публично не заявили, что они подчиняются только султану, а не вице-султану. Каузун узнал, что мамлюки планируют его убийство, и обратился к эмирам за помощью, заявив, что жалеет, что принял пост вице-султана. Эмиры заверили его в своей поддержке. Мамлюки султана собрались в цитадели и при поддержке толпы устремились на площадь перед ней, выкрикивая "Насирия, Насирия!" (в честь умершего султана ан-Насира). Каузун немедленно призвал на помощь солдат эмиров, и на площади перед цитаделью завязался бой. С обеих сторон было много убитых, и бой закончился поражением мамлюков султана и толпы. Оставшиеся в живых мамлюки султана были жестоко наказаны Каузуном.
Тревожные новости пришли тем временем из Дамаска от эмира Алеппо. Ахмад покинул Керак и заявил о своих намерениях отправиться в Египет и короноваться. Против воли эмиров Каузун отправил войска под командованием эмира аль-Фахри Катлубуги в Керак, чтобы арестовать Ахмада. Но вместо ареста Ахмада Катлубуга присягнул Ахмаду и даровал ему королевский титул "аль-Малик ан-Насир". Каузун конфисковал имущество Катлубуги и приказал эмиру Сирии Алтынбуге наказать поддержавшего Ахмада эмира Алеппо Шатмара. Шатмар бежал в византийскую Кесарию (Кайсери), и Алтынбуга завоевал Алеппо и конфисковали имущество Шатмара. Между тем Катлубуга занял Дамаск и готовил возвращение Ахмада в Египет как султана. Он послал сообщение Каузуну, в котором он обвинил его в убийстве Абу Бакра и жестоком обращении с другими сыновьями султана ан-Насира Мухаммада. Глубоко возмущенный Каузун предложил эмирам и мамлюкам султана деньги, подарки и титулы, чтобы удержать их на своей стороне. Но ведущие эмиры, в том числе Айдагмаш были воодушевлены успехами Катлубуги. Под руководством эмира Айдагмаша они осадили цитадель вместе с многочисленными мамлюками и толпой. Завязался уличный бой, когда Айдагмаш велел людям атаковать и грабить конюшни Каузуна. В течение нескольких часов все лошади и все золото, что было в конюшнях, были разграблены толпой. После боя Каузун был вынужден сдаться. Он и его эмиры были схвачены и отправлены ночью в цепях в Александрию, чтобы защитить их от гнева толпы.
Мамлюки и эмиры, которые были арестованы Каузуном, были освобождены, а юный Куджук официально низложен через пять месяцев на троне. Эмир Бейбарс аль-Ахмади был отправлен в Керак, чтобы сопроводить нового султана Шихаб ад-Дина Ахмада в Египет. Каузун был убит в тюрьме, а Ала аль-Дин Куджук умер три года спустя. Его останки были похоронены в декабре 1347 года в недавно законченной мечети эмира Аксункура ан-Насири в Каире.